# 사우디아라비아-중국 관계
중국과 사우디아라비아의 관계(중국어:中ت, 아랍어:العلاقاتالسعوديةالصينية)란 중화인민공화국과 사우디아라비아 왕국과의 현재 및 역사적인 양자관계를 말한다. 1985년 11월 양국 간 수년간의 접촉을 거쳐 첫 시노사우디 공식 회담이 오만에서 개최됐다. 양국 정부는 1990년 7월 21일 공식 외교관계를 수립했다. 1990년대 이전에는 사우디아라비아와 중화인민공화국(PRC) 사이에는 양국 관계가 존재하지 않았다. 1975년 사우디아라비아는 PRC가 사우디아라비아의 정책을 관계를 구축하고 받아들이기를 원했음에도 불구하고 PRC를 국가로 승인하기를 거부했다. 석유는 양국 관계의 기둥으로 통하지만 사우디아라비아는 무기 판매를 포함해 오랫동안 중국에 의존해 왔다. 현재 중국과 사우디아라비아는 전략적으로 긴밀한 동맹관계이며 양국 관계는 매우 긴밀하다. 2015년 여론 조사에서는 사우디아라비아인의 61.3%가 중국에 대해 호의적인 견해를 보였고, 34.2%가 매우 호의적이지 않은 응답은 28.5%에 그쳤다.
최근 중국과 사우디아라비아는 에너지 금융 분야에서 협력을 강화하고 있으며 여러 분야에서 다수의 협정을 체결하고 있다. 살만 국왕은 또 중국이 중동에서의 외교적 위상을 강화할 가능성을 시사하면서 사우디아라비아는 중국과 함께 세계와 지역의 평화 안보 번영을 촉진하기 위해 노력할 것이라고 말했다.

## 관계 확립
정화는 원정을 하여 몇몇 사람들을 메카와 메디나로 보냈다.
1989년 현재 사우디 아라비아는 유일하게 중화 인민 공화국과 외교 관계를 맺지 않은(단, 대만과 외교 관계를 유지하고 있다. 그 해 6월 베이징에서 일어난 톈안먼 사건 이후 아라비아와 PRC의 관계는 개선되었다. 이 행사에도 불구하고 아라비아는 이 행사에 대해서 아무것도 비판하지 않았다. 실제로 1989년 8월 사우디 아라비아 외무성 당국자가 PRC의 외상에게 신임장을 제출했다. 그 1년도 안 되후의 1990년 7월 21일, 반다르· 빈·술탄 주미 사우디 아라비아 대사가 수교에 합의하고 베이징을 방문했다. 며칠 후, 리야드에서 외교 관계가 수립되었다. 이 시점에서 사우디 아라비아는 대만과 40년 이상의 외교 관계에 종지부를 찍었다.

### 타이완-사우디 아라비아 관계
제2차 세계대전 후 중화민국(대만)은 중동 국가 중 사우디아라비아와만 외교관계를 유지했다. 호이 무슬림의 마부환 장군이 첫 주 사우디아라비아 공화국 대사로 임명됐다. Mang Chengxiang과 MaBufang은 사우디아라비아에 정착했다. 그 첫 번째 이유는 사우디아라비아가 대만에 최대 석유공급국이자 대만공영 중국석유공사가 사우디아라비아로부터 연간 약 40%의 석유를 수입하고 있다는 점에서 경제적 필요성에 힘입은 바 크다. 대만은 사우디아라비아의 석유공급에 매우 의존하고 있었기 때문에 대만은 관계유지에 많은 노력을 기울였다. 대만 ROC 정부가 사우디아라비아에 대해 따뜻한 정책을 취하고 있는 두 번째 이유는 1971년 ROC가 유엔 안전보장이사회의 자리를 상실한 이후에도 1949년 이후 ROC를 중국으로서만 인정한 영향력 있는 국가라는 점이다. 마부(馬富)씨와 아들 마자원(馬慈園)씨는 사우디아라비아 헤재즈 지방에 중국계 이슬람교도 커뮤니티를 설립했다.
대만과 사우디아라비아의 관계는 1965년경에 시작되어 당초는 농업 관계에 근거하고 있었다. 벼농사를 짓기 위해 대만은 사우디아라비아에 농업사절단을 파견했다. 그 후 1973년 양국은 농업협력협정에 조인하고 대만은 사우디아라비아에 관개, 기계화 재배, 토양, 기상, 작물 회전, 어업 등을 많이 지원했다. 1978년에는 대만에서도 의료기술 지원이 개시된 기술지원인데, 대만은 사우디아라비아에도 많은 의사나 간호사를 파견하고 있다.
또 대만은 사우디아라비아에 대해서도 상당한 기술지원을 하고 있다. 1973년, 대만 최대의 중공회사인 RSEA(리트 서 엔지니어링 에이전시)가 사우디아라비아의 메카로부터 하위야까지의 110킬로의 고속도로의 건설에 착수하기 시작했다. 이에 따라 1억40만달러 규모의 샤르 가도 건설, 공단 및 하수도 건설, 사우디아라비아 해군 확장 계획에서의 먼바다 및 육상 공사, 아부다 알 아지즈 왕립 사관학교와 할리드 왕립 사관학교 주택 건설 등 다른 대형 프로젝트로 이어졌다. 1984년 시점에서 대만에서의 RSEA 프로젝트는 총액 13억달러에 이르고 있다. 양국 간 무역의 대부분은 사우디아라비아산 석유와 대만산 건자재 소비재로 구성돼 있다.

## 무역과 투자

일대일 로 이니셔티브 관련 협력 문서에 서명 한 국가

시노사우디의 무역은 2000년 이후 크게 늘고 있다. 2005년에만 교역이 59% 증가해 사우디아라비아가 앙골라를 제치고 처음으로 중국 최대 석유 공급국이 됐다. 압둘라 국왕은 2005년 왕위를 주장한 뒤 친아시아적인 룩 이스트 무역 정책을 채택해 사우디아라비아산 석유의 절반 이상이 아시아로 향했다. 사우디아라비아 소유의 사우디 베이직 인더스트리스 코퍼레이션(SAB) IC에서만 연간 20억달러 이상의 석유화학제품을 중국에 수출하고 있다. 2008년 중국과 사우디아라비아 간 무역액은 3,250억 유로로, 중국은 서아시아 최대의 무역 상대국이다. 2010년 1분기에는 사우디아라비아의 중국 석유 수출량이 100만 배럴을 넘어 미국으로의 수출량을 웃돌고 있다. 중국과 사우디아라비아 간 교역이 크게 늘면서 사우디는 PRC에 대한 중요한 투자국으로 떠오르고 있다. 사우디아라비아는 중국에 대한 주요 석유공급국 지위를 확보하기 위해 중국의 석유산업 관련 프로젝트에 대한 투자를 열망하고 있다. 예를 들어 2004년에는 사우디아라비아의 아람코 해외회사가 중국 푸젠성 석유화학시설 건설에 필요한 자금 30억달러 중 3분의 1 가까이를 투자해 800만톤의 사우디 원유를 가공할 예정이다. 이 프로젝트가 완료되면 이 정유소는 생산능력을 3배로 끌어올리고, 그렇지 않으면 중국에서 정제할 수 없는 사우디산 궁핍 원유를 처리할 능력을 갖게 된다. 또한 2006년에는 중국 하이난 섬과 사우디아라비아에 석유 저장 시설을 공동으로 건설하는 것에 합의하고 6,240억 달러 상당의 인프라 구축에 중국 기업을 유치했다. 2012년 4월 6일, SABIC는 상하이 광교 지구에 신기술 센터 설립을 위한 1억 달러의 투자 계획을 발표했다. SABIC는 3일 전인 4월 3일, 텐진시와 충칭시에서, polycarbonate 생산 단지의 증산을 계속하기 위해, 110억 미 달러 규모의 프로젝트의 일환으로서 석유화학 공장의 건설 프로젝트의 제2탄을 개시했다. 석유 관련 기업외, 사우디아라비아 종합 투자국(SAGIA), 사우디아라비아 항공등의 대기업이 중국에 사무소를 개설하고 있다. 2006년에는 사우디아라비아가 중국에 11억 달러를 투자해 2000년 이후 처음으로 많은 투자를 실시했다. 마찬가지로 2006년에는 중국 최대 알루미늄 생산업체인 중국 알루미늄(Chalco)이 사우디아라비아에 30억 달러 규모의 알루미늄 시설을 짓기 위해 사우디아라비아 기업과 손을 잡았습니다 2009년 주고쿠 철도는 순례자의 수송을 지원하는 방법으로 18억달러를 들여 메카에 모노레일을 건설하는 것을 낙찰했다. 2019년 5월에 중국의 사우디아라비아 원유 수입은 43% 증가했다. 이로써 사우디아라비아는 중국에 대한 최대 공급국이 됐다.

## 군사 관계
사우디아라비아와 중국의 공식적인 외교관계는 1990년대까지 정립돼 있지 않다가 1980년대 들어 방위관계가 시작됐다. 미국이 사우디아라비아의 F15 전투기용 장거리 연료탱크 매각을 거부하자 할리드 빈 술탄 왕자는 탄도미사일을 구입하기 위해 중국을 방문했다. 사우디아라비아는 1988년 중국과 핵 페이로드 대응 CSS-2 중거리 탄도미사일 5060기를 조달하는 계약을 했다. 한 해설자는 중국은 사우디아라비아를 속여 핵탄두가 없는 구식 미사일 시스템을 사게 했다고 주장했다. 이 상호작용 이후 유사한 거래의 증거는 문서화되지 않았다. 그러나 중국과 사우디아라비아의 전략적 군사협력은 계속 확대되고 있다는 관측이 있다. 전문가들은 중국이 사우디의 미사일 시설에 군사고문단을 파견하고 있을 것으로 보고 있다. 보도에 의하면 중국은 사우디아라비아에 근대적인 미사일 시스템을 구입할 기회를 주었다. (즉, 사거리 373마일의 CSS-6, 사거리 1118마일의 CSS-5 고체연료 미사일, 사거리 3,418마일의 CSS-2 대륙간 탄도 미사일). 중국은 이런 종류의 기술을 공급하는 몇 안 되는 나라 중 하나로 현금 거래를 요구할 수 있는 나라다. 사우디아라비아는 2014년에 처음으로 그것들을 공개했다.
2014년 1월, 뉴스 위크는 사우디 아라비아가 2007년에 CSS-5의 중거리 탄도 미사일을 몰래 다수 구입했다고 밝혔다. 또, 미 중앙 정보국(CIA)는 미사일이 핵 탄두를 탑재하지 못하도록 개조되어 있는 한 거래를 통과시키는 것을 허용했다. 걸프 전쟁 후, 사우디 아라비아와 CIA는 협력하고, 중국산 CSS-5의 구입을 은밀히 허용했다. CSS-5는 CSS-2처럼 액체 연료가 아닌 고체 연료라 기동의 준비에 걸리는 시간이 짧아진다. 정확한 고도는 30미터에서 합성물과 궁전의 특정 목표를 공격할 수 있다. 사우디는 이동 발사대를 갖고 있는 것은 알려지지 않았지만 CSS-2와 함께 구입한 것과 같은 12기의 발사대를 사용할 가능성이 있다. 구입한 CSS-5미사일의 수는 불명이다. 뉴스 위크는 이 거래의 세부 사항이 사우디의 이란에 대한 억제력의 일부라 추측하고 있다. 2014년 9월 사우디 아라비아는 메카와 메디나를 방위하기 위해서 중국에서 CSS-5의 탄도 미사일을 구입했다고 사우디 아라비아군의 안와르·에슈키 박사는 말했다. 미국 인텔에 따르면 사우디 아라비아는 중국의 지원을 받고 탄도 미사일 계획을 대폭 확대했다.
사우디는 예멘에서 군사 개입 중 중국산 PLZ-45 하우츠기와 CAIG 윙룬기를 통해 후치족 반군을 폭격했으며 2017년 사우디아라비아에 중국산 무인기 CASC 레인보우(CH) 제조 허가를 받았다.
중국과 사우디가 2019년 최초의 합동 해군 훈련을 실시했다.

## 장학금 및 지원
"2008년 쓰촨 대지진 이후 사우디아라비아는 중국에 대한 최대 원조국이 되었고, 약 4,000만유로의 자금 원조와 800만유로를 추가 지원하고 있습니다" 사우디아라비아의 중국 기업은, 사우디아라비아의 학생이 중국에 유학할 수 있도록 장학금을 지급했다. 또, 중국 정부는 새로운 훈련을 위해, 학생이나 전문가에게 직접 장학금을 제공하고 있다.

## 원자력 협력
2012년 1월 15일 중국과 사우디아라비아는 원자력 협력 확대를 의미하는 협정에 서명했다. 사우디아라비아에 따르면 목표는 '원자력 개발과 평화적 이용에 있어서 양국의 협력을 강화하는 것'이다. 이 협정은 원자력 발전소나 연구용 원자로의 유지·개발, 핵연료 부품 공급 등의 분야를 중심으로 중화인민공화국과 사우디아라비아 간의 과학기술·경제협력을 강화하기 위한 무대로 삼고 있다. 사우디아라비아로서는 프랑스 아르헨티나 한국간에 이은 네 번째 핵합의다. 이 협정은 6일간의 중동 순방의 일환으로 원자바오 중국 총리의 첫 사우디아라비아 방문 끝에 조인되었다. 미국 인텔에 따르면 사우디는 중국의 지원을 받아 핵개발 계획을 확대하고 있다.

## 같이 보기
- 중국의 대외 관계
- 사우디 아라비아의 대외 관계